# Aucha albimedia
Aucha albimedia är en fjärilsart som beskrevs av W. Warren 1911. Aucha albimedia ingår i släktet Aucha och familjen nattflyn. Inga underarter finns listade i Catalogue of Life.